# Catephia philippinensis
Catephia philippinensis là một loài bướm đêm trong họ Erebidae.